# Standard Average European

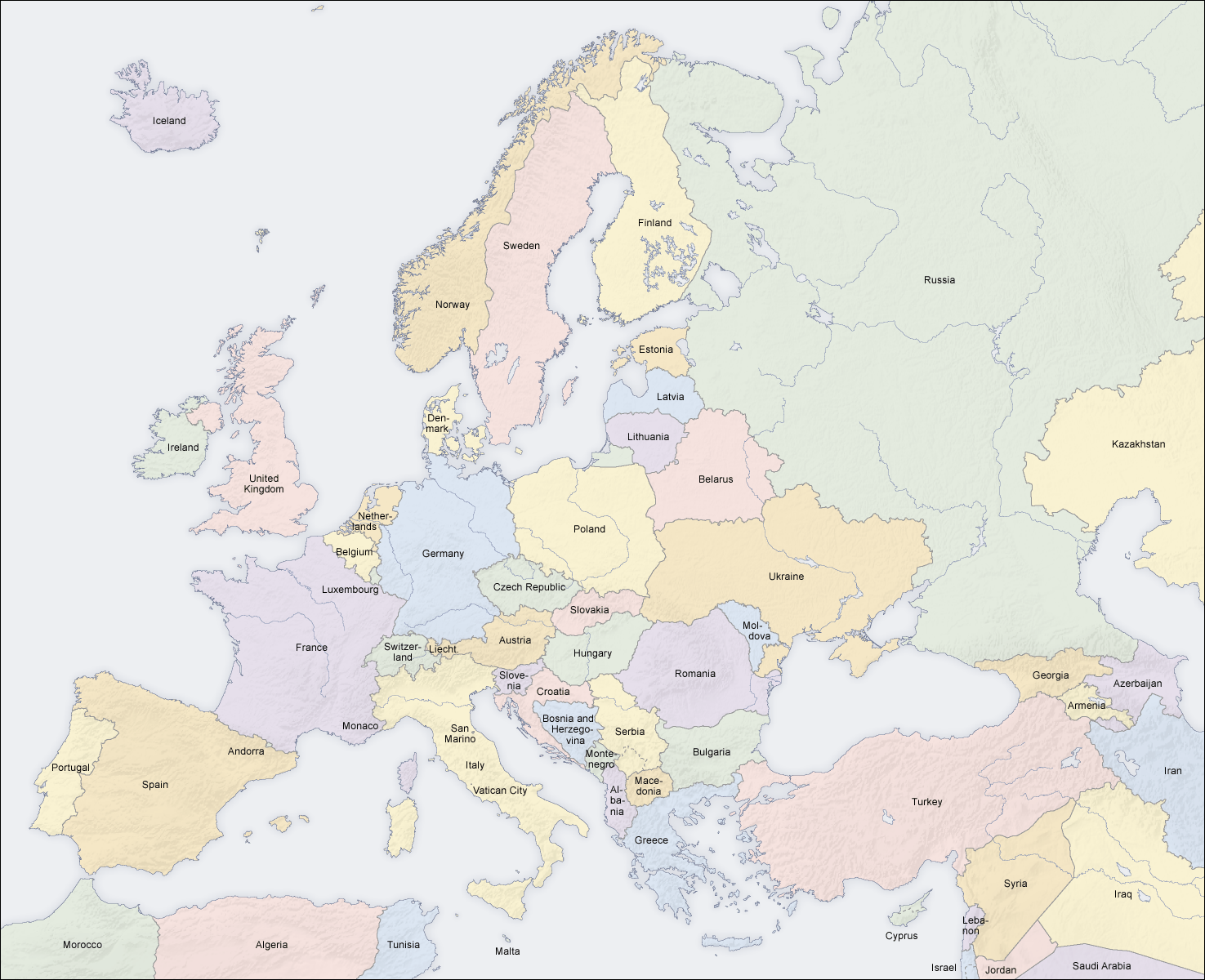
Europa modernă

Conceptul de Standard Average European (SAE) a fost introdus în 1939 de lingvistul american Benjamin Whorf pentru a grupa limbile indo-europene din Europa. Whorf a susținut că limbile SAE au în comun o serie de trăsături gramaticale care le diferențiază de multe alte limbi din lume care nu împărtășesc aceste asemănări, creând în esență o uniune lingvistică continentală.
Scopul său a fost să sublinieze faptul că nivelul disproporționat de familiaritate cu limbile SAE i-a influențat pe lingviști să considere anumite forme gramaticale specifice limbiilor SAE ca fiind abundente sau chiar universale.
Whorf a contrastat ceea ce el a numit sistemul de timp SAE (care opune timpurile de trecut, prezent și viitor) cu cel al limbii Hopi din America de Nord, pe care Whorf l-a analizat ca fiind bazat pe o distincție dintre ce a avut loc de fapt (mod realis) și ce nu s-au întâmplat încă (mod irrealis), dar care pot apărea sau nu în viitor. Această analiză a stârnit mai târziu controverse în lingvistică.

## Introducere
Whorf a considerat că limbile romanice și vest-germanice formează nucleul SAE, adică limbile literare ale Europei, care au avut o influență culturală substanțială din partea latinei în perioada medievală. Limbile nord-germanice și balto-slave sunt considerate membri mai periferici.
Alexander Gode, a cărui contribuție a fost esențială în dezvoltarea limbii artificiale Interlingua, a descris limba drept „Standard Average European”.  Limbile din care Interlingua a fost inspirată (limbile romanice, germanice și slave) reflectă limbile cel mai adesea incluse în Sprachbund-ul SAE.
Cu toate acestea, dintre toate limbile Europei, doar franceza și germana îndeplinesc toate criteriile ce definesc „Standard Average European”, acestea două fiind limbile „cele mai europene”.

## Trăsături lingvistice aSprachbund-uluiSAE
Potrivit Haspelmath (2001), limbile SAE formează un Sprachbund (uniune lingvistică în germană) caracterizat prin următoarele trăsături, numite uneori și „euroversale” prin analogie cu universalele lingvistice : 
- articole hotărâte și nehotărâte (e.g. en the vs. a, it un/una vs il/la/lo)
- propoziții atributive introduse de pronume relative (e.g.en who vs. whose)
- un trecut perifrastic format cu „a avea” plus un participiu pasiv (e.g. en  I have said, ro  am spus);
- pacienți unor senzații apar ca subiecte în cazul nominativ (e.g. en  I like music în loc de en Music pleases me, deși comparați de Musik gefällt mir, care are forma en „Music pleases me”)
- o construcție pasivă formată dintr-un participiu trecut și un verb intransitiv copulativ (e.g. en I am known);
- o proeminență a verbelor anticauzative în perechi incoativ- cauzative (e.g. anticauzativul incoativ ru izmenit'-sja „a schimba (verb intranzitiv)” este derivat din cauzativul izmenit' „a schimba [ceva], face să se schimbe [ceva]”)
- posesorii externi dativi (e.g. de Die Mutter wusch dem Kind die Haare „Mama a spălat părul copilului”, pt Ela lavoulhe o cabelo „Ea i-a spălat părul”)
- pronume nedefinite negative fără negație verbală (e.g. de Niemand kommt, lit. „vine nimeni” vs. el  κανένας δεν ερχεται lit. „nimeni nu vine”)
- comparații de particule în comparații ale inegalității (e.g. en bigger than an elephant)
- construcții ecuative (construcții pentru compararea egalității) bazate pe structuri adverbiale de propoziții relative, e.g. oc  tan grand coma un elefant, ru tak že X kak Y, unde coma/kak (istoric provenind de la pronumele interogativ adverbial „cum”) sunt „pronume relative adverbiale” conform lui Haspelmath
- afixe de persoana subiectului ca markeri de acord strict, adică verbul este flexionat pentru persoana și numărul subiectului, dar pronumele subiectului nu pot fi omise chiar și atunci când acest lucru ar fi lipsit de ambiguitate (doar în unele limbi, cum ar fi germană și franceză)
- diferențierea între intensificatoare și pronume reflexive (e.g. intensificator de selbst vs. reflexiv sich)

Pe lângă aceste trăsături, care sunt neobișnuite în afara Europei, și prin urmare utile pentru determinarea zonei SAE, Haspelmath (2001) enumeră câteva alte trăsături caracteristice limbilor europene (dar care se întâlnesc și în alte limbi):
- poziția inițială a verbului în întrebările de tip da/nu;
- flexiunea adjectivelor la gradul comparativ (e.g. en bigger);
- conjuncția coordonatoare de tip„A și-B”;
- sincretismul cazurilor instrumentale și comitative (e.g. en  I cut my food with a knife when eating with my friends);
- Supletivism între forma cardinală și ordinală a lui „doi” en second vs. two;
- lipsa distincției între posesia înstrăinabilă (e.g. proprietatea legală) și inalienabilă (e.g. o parte a corpului);
- lipsa distincției între persoana întâi plural inclusivă („noi și cu tine”) și exclusivă („noi fără tine”);
- lipsa utilizării productive a reduplicării;
- temă și remă exprimate prin intonație și ordinea cuvintelor;
- topică SOV (subiect–verb–obiect);
- un singur Converb⁠(d) (e.g. Forma en -ing, gerunziul limbilor romanice), preferință pentru propoziții subordonate finite decât nefinite;
- construcție specifică pentru concordanță negativă (e.g. en neither...nor..., ro nici...nici...);
- adverbe precum en already, still, not yet și ro deja, încă, nu încă;
- tendința de a înlocui trecutul sintetic cu unul analitic.

Un consens larg există, de asemenea, în ceea ce privește următorii parametri (nu sunt enumerați în Haspelmath 2001):
- absența opoziției fonemice între consoanele velare și cele uvulare;
- opoziția fonemică între consoanele sonore și surde (/p/ vs. /b/ etc.);
- permiterea grupurilor consonantice inițiale de tip „ocluzivă+sonantă” (e.g. /pl/ din ro plăcut);
- numai consoane pulmonare;
- cel puțin trei niveluri de deschidere vocalică (inventar minim /i e a o u/);
- lipsa fricativelor laterale (și implicit a africatelor laterale);
- majoritatea afixelor sunt sufixe;
- tipologie morfologică flexionară moderat sintetică;
- morfosintaxă acuzativă.

Sprachbund-ul definit astfel, constă din următoarele limbi: 
- limbile germanice;
- limbile romanice;
- limbile baltice;
- limbile slave;
- albaneza;
- greaca;
- unele limbi fino-ugrice „mai vestice” (e.g. Maghiara).

Sprachbund-ul balcanic este astfel inclus ca un subgrup în cadrul mai larg al SAE.
Nu toate limbile enumerate mai sus au toate caracteristicile menționate, deci încadrarea în SAE poate fi descrisă ca un gradient. Haspelmath consideră că franceza și germana formează nucleul Sprachbund-ului, înconjurat de un „centru” format din engleză, limbile romanice (cu excepția francezei), limbile nordice și limbile slave de vest și de sud. Maghiara, limbile baltice, limbile slave de est și limbile balto-finice formează grupuri mai periferice.  Toate limbile considerate de Haspelmath drept nucleul SAE sunt limbi indo-europene, cu excepția maghiarei și a limbilor finice. Cu toate acestea, nu toate limbile indo-europene sunt limbi SAE: limbile celtice, armene și indo-iraniane nu fac parte din SAE. 
Se crede că Standard Average European este rezultatul contactului lingvistic început din timpul invaziilor barbare, continuat în Evul Mediu și Renaștere.  Moștenirea caracteristicilor SAE din proto-indo-europeană (PIE) pare improbabilă, deoarece PIE, așa cum este reconstruită în prezent, nu avea majoritatea trăsăturilor SAE.  Mai mult, varietățile moderne ale unor limbi au caracteristici SAE care lipsesc în varietățile mai vechi; e.g. latina nu avea un trecut perifrastic (compus), dar acesta e prezent în limbile romanice moderne, cum ar fi spaniola, franceza și româna. 